# 和田 (松本市)
和田（わだ）、大字和田は長野県松本市の旧市内の西部の地名。

## 概要
松本環状高家線沿いには臨空工業団地、新臨空工業団地の2つの工業団地があり、信州名鉄運輸等各社のトラックターミナル、農協の果物出荷場などの流通拠点になっている。新田和田線（山形街道）沿いには住宅が集まっている。そのはかは住宅と田畑が混在している。
西接する山形村には長野県で最大級のショッピングセンターアイシティ21（地元の百貨店、シネマコンプレックス、NHK文化センター、家電量販店、専門店街などからなる）があり、松本市境から100メートルの至近距離にある。
俗地名では衣外（いげ 北部）、荒井（北西端）、殿（北西部）、蘇我（北西部）、和田町（中央部）、中（中南部）、南和田（南部）、太子堂（南西部）、下和田（東部）、境（東端）、西原（西部）などが該当する。

## 世帯数と人口
2018年（平成30年）10月1日現在の世帯数と人口は以下の通りである。
| 大字 | 世帯数    | 人口    |
| ---- | --------- | ------- |
| 和田 | 1,475世帯 | 4,211人 |

## 交通
- 長野県道48号松本環状高家線
- 長野県道291号新田松本線

## 施設
- 窪田空穂記念館
- 無極寺
- 松本市立芝沢小学校
- 松本臨空工業団地